# Nerfuitbreekkommetje
Het nerfuitbreekkommetje (Pyrenopeziza nervicola) is een schimmel uit de familie Ploettnerulaceae. Het leeft saprotroof op de onderzijde van dood, afgevallen blad van eik (Quercus).

## Verspreiding
In Nederland komt het nerfuitbreekkommetje vrij zeldzaam voor.